# ジェーン・グラヴァー
ジェーン・グラヴァー（Jane Glover CBE, 1949年5月13日 -　）は、イギリスの指揮者。

## 略歴
オックスフォード大学のセント・ヒュー・カレッジを卒業し、1975年にウェクスフォード・フェスティヴァルでデビュー、1979年のグラインドボーン音楽祭に参加する。1981年から1985年までグラインドボーン・ツーリング・オペラ、1984年から1991年までロンドン・モーツァルト・プレイヤーズ、2002年からシカゴのミュージック・オブ・ザ・バロックの音楽監督をつとめる。また1988年にはハダースフィールド・コーラル・ソサエティの首席指揮者を兼任する。

バロック音楽やモーツァルトに造詣が深く、オックスフォード大学では17世紀ヴェネツィア・オペラの研究論文で博士号を取り、1978年にはこの論文を基にカヴァッリの伝記を著わした。現在は王立音楽大学の研究員（フェロー）でもある。